# Sant Maurici d'Espot
Sant Maurici d'Espot és una ermita moderna del poble d'Espot, en el terme municipal del mateix nom, a la comarca del Pallars Sobirà.
Està situada a prop i a llevant de l'Estany de Sant Maurici, que pren el nom de l'ermita. És a 360 metres en línia recta de la presa de l'estany, sota una petita cinglera, a prop i al nord de la Pista del Parc i a migdia de la Carretera d'Espot a Sant Maurici, a prop i a ponent de la font de l'Ermita.
La nova capella de Sant Maurici en substitueix una d'antiga, ja desapareguda, que era situada a prop i al nord-oest de l'actual.